# Hoplotarache nivosa
Hoplotarache nivosa är en fjärilsart som beskrevs av Swinhoe 1886. Hoplotarache nivosa ingår i släktet Hoplotarache och familjen nattflyn. Inga underarter finns listade i Catalogue of Life.